# Frisbee na World Games 2017
Turniej w frisbee podczas World Games 2017 we Wrocławiu rozgrywany był w dniach 21-23 lipca 2017 roku. Rywalizacja toczyła się w drużynach mieszanych. Rozgrywany był na Polach Marsowych. 

## Uczestnicy
- Polska
- Kolumbia
- USA
- Japonia
- Australia
- Kanada

## Składy[1]

### Polska
| Numer | Zawodnik              |
| ----- | --------------------- |
| 4     | Grażyna Chlebicka     |
| 5     | Joanna Wojciechowska  |
| 19    | Sylwia Wróblewska     |
| 34    | Aleksandra Dyśko      |
| 8     | Ewa Banbula-Dyda      |
| 15    | Katarzyna Podpora     |
| 33    | Paulina Dul           |
| 22    | Maciej Grabowski      |
| 46    | Stanisław Bogusławski |
| 91    | Filip Dobranowski     |
| 12    | Łukasz Dobranowski    |
| 16    | Kamil Osiecki         |
| 27    | Wojciech Starzewski   |
| 92    | Filip Stępniak        |

### Kolumbia
| Numer | Zawodnik                   |
| ----- | -------------------------- |
| 8     | Manuela Cardenas           |
| 10    | Julio Duque                |
| 15    | Elizabeth Mosquera Aguilar |
| 20    | Yina Cartagena             |
| 52    | Mauricio Martinez          |
| 88    | Esteban Ceballos           |
| 96    | Maria Forero               |
| 1     | Alejandra Torres           |
| 7     | Laura Ospina               |
| 9     | Ivan Alba                  |
| 11    | Alexander Ford             |
| 33    | Valeria Cardenas           |
| 44    | Andres Ramirez             |
| 45    | Santiago Montago           |

### USA
| Numer | Zawodnik         |
| ----- | ---------------- |
| 5     | Dylan Freechild  |
| 6     | Sarah Griffith   |
| 10    | Lien Hoffmann    |
| 19    | Georgia Bosscher |
| 31    | Chris Kocher     |
| 50    | Beau Kittrende   |
| 51    | Claire Desmond   |
| 2     | Grant Lindsley   |
| 3     | George Stubbs    |
| 11    | Carolyn Finney   |
| 23    | Jimmy Mickle     |
| 25    | Nick Stuart      |
| 33    | Anna Nazarov     |
| 37    | Sandy Jorgensen  |

### Japonia
| Numer | Zawodnik           |
| ----- | ------------------ |
| 5     | Kana Kobayashi     |
| 9     | Takaharu Komori    |
| 11    | Takayuki Yamaguchi |
| 15    | Saori Inoue        |
| 16    | Tomoe Tamura       |
| 22    | Taku Honna         |
| 31    | Yuko Sato          |
| 8     | Ayumi Fujioka      |
| 17    | Lisa Shimada       |
| 21    | Gaku Genshima      |
| 25    | Kenjiro Kawase     |
| 39    | Tomoko Inamura     |
| 77    | Yuta Shimura       |
| 85    | Andy Kunieda       |

### Australia
| Numer | Zawodnik         |
| ----- | ---------------- |
| 7     | Brendan Ashcroft |
| 9     | Alex Prentice    |
| 10    | Seb Barr         |
| 14    | Mark Evans       |
| 23    | Peter Blakeley   |
| 28    | Rosie Dawson     |
| 35    | Cat Phillips     |
| 1     | Lochlan Wise     |
| 13    | Rebecca Brereton |
| 25    | Rob Andrews      |
| 44    | Sarah Wentworth  |
| 53    | Mikhaila Dignam  |
| 85    | Tom Tullet       |

### Kanada
| Numer | Zawodnik             |
| ----- | -------------------- |
| 0     | Terri Whitehead      |
| 3     | Andrew Carroll       |
| 8     | Morgan Hibbert       |
| 12    | Geoffrey Powell      |
| 22    | Audrey St-Arnaud     |
| 27    | Jessie Grignon-Tomas |
| 89    | Mark Lloyd           |
| 9     | Jessica Rockliff     |
| 16    | Tim Tsang            |
| 25    | Kevin Underhill      |
| 33    | Laura Mason          |
| 42    | Rachel Moens         |
| 90    | Catherine Hui        |
| 98    | Brendan Wong         |

## Wyniki

### Eliminacje

#### 21 lipca
Kanada – Polska 13:3 
Australia – Japonia 13:11
USA – Kolumbia 12:13 
Australia – Polska 13:8
Japonia – Kolumbia 8:13
USA – Kanada 13:10 

#### 22 lipca
Japonia – Polska 13:8
Kanada – Kolumbia 13:12
USA – Australia 13:7 
Kolumbia – Polska 13:6 
Australia – Kanada 9:13
USA – Japonia 13:7

#### 23 lipca
Australia – Kolumbia 13:10
Kanada – Japonia 13:6
USA – Polska (mecz anulowany)

### Faza medalowa
Mecz o 1. miejsce: USA – Kolumbia  13:7
Mecz o 3. miejsce: Kanada – Australia 13:11

## Źródła
- https://worldgames2017.sportresult.com/hide/en/-120/Comp/DetailedScheduleByDate?sportCode=FD&day=07%2F23%2F2017%2000%3A00%3A00&expandAll=False
- https://worldgames2017.sportresult.com/hide/en/-120/Comp/Info/ResultList/FDX400907
- http://www.polsatsport.pl/liga/the-world-games/